# Artūras Kasputis
Artūras Kasputis –en ruso, Артурас Каспутис– (Klaipėda, 22 de febrero de 1967) es un deportista lituano que compitió para la URSS en ciclismo en las modalidades de pista, especialista en las pruebas de persecución, y ruta.
Participó en tres Juegos Olímpicos de Verano, entre los años 1988 y 2000, obteniendo una medalla de oro en Seúl 1988, en la prueba de persecución por equipos (junto con Dmitri Neliubin, Gintautas Umaras y Viacheslav Yekimov).
Ganó dos medallas de bronce en el Campeonato Mundial de Ciclismo en Pista, en los años 1987 y 1992.
En carretera fue especialista en las etapas contrarreloj. Como amateur venció en la Vuelta a Marruecos de 1987. Después, ya como profesional, llegó a quedar entre los diez primeros de numerosas etapas cronometradas del Giro de Italia o el Tour de Francia, aunque nunca venció en ninguna. Actualmente es director deportivo del equipo Ag2r La Mondiale.

## Medallero internacional
| Representando a la URSS  |                      |                   |                            |
| Juegos Olímpicos         |                      |                   |                            |
| Año                      | Lugar                | Medalla           | Competición                |
| 1988                     | Seúl (Corea del Sur) | Medalla de oro    | Persecución por equipos    |
| Campeonato Mundial       |                      |                   |                            |
| Año                      | Lugar                | Medalla           | Competición                |
| 1987                     | Viena (Austria)      | Medalla de bronce | Persecución individual (A) |
| Representando a Lituania |                      |                   |                            |
| Campeonato Mundial       |                      |                   |                            |
| Año                      | Lugar                | Medalla           | Competición                |
| 1992                     | Valencia (España)    | Medalla de bronce | Persecución individual     |

## Palmarés

### Pista
1988
- Campeonato Olímpico Persecución 4.000 m por Equipos (formando equipo con Viacheslav Yekímov, Dimitri Neliubin y Gintautas Umaras)

1992
- 3.º en el Campeonato del Mundo Persecución

### Carretera
1991
- Tour de Gévaudan Languedoc-Roussillon
- Circuito Montañes

1992
- Ruta del Sur, más 1 etapa
- Chrono des Herbiers

1993
- Gran Premio de Beuvry-la-Forêt

1994
- 1 etapa de la Ruta del Sur

1996
- 1 etapa de la Dauphiné Libéré

1999
- 2.º en el Campeonato de Lituania Contrarreloj
- Circuit des Mines

2000
- 1 etapa de los Cuatro Días de Dunkerque
- 1 etapa de la Vuelta a Dinamarca

## Equipos
- Ryalcao-Manzana Postobón (1992)
- Chazal (1994-1995)
- Casino (1996-1999)
- Ag2r Prevoyance (2000-2002)